# 帕加西蒂科斯湾

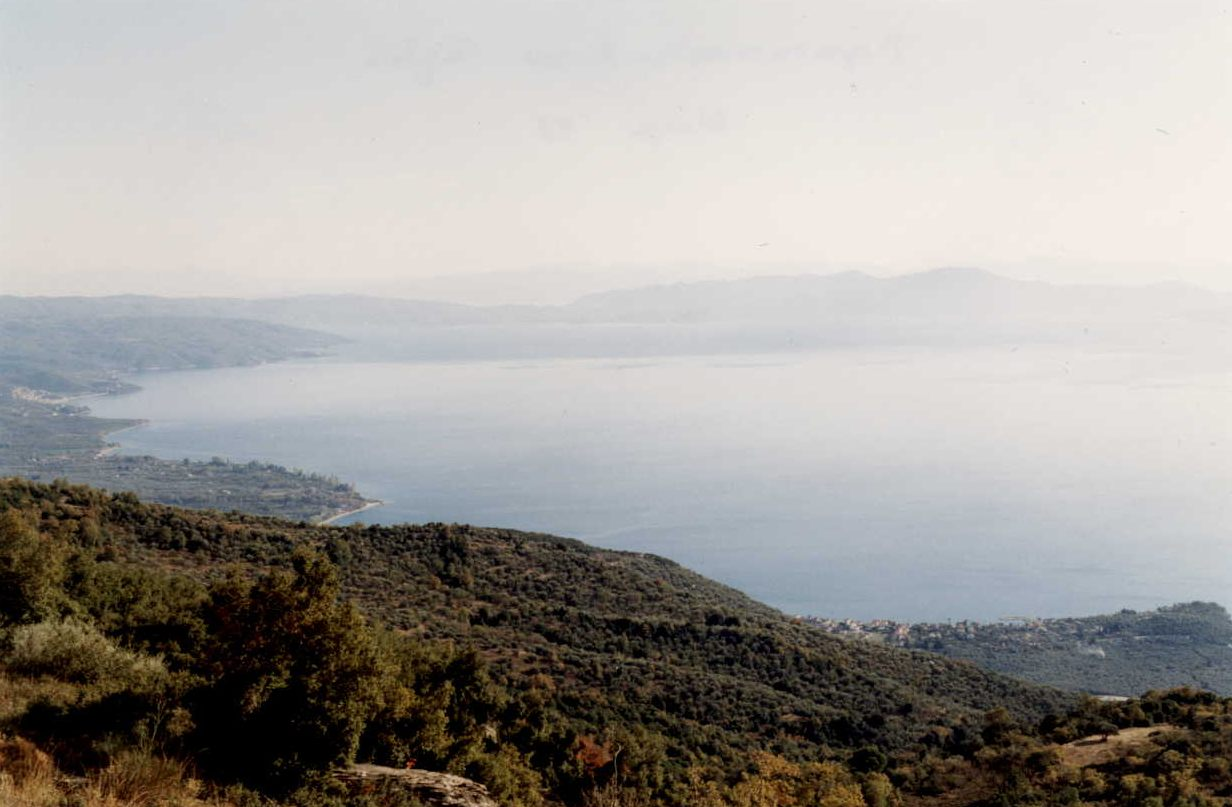
帕加西蒂科斯湾

帕加西蒂科斯湾（希臘語：Παγασητικός κόλπος）是希臘中部的一個海灣，位在馬格尼西亞和埃维亚岛之間，東邊被皮利翁山與愛琴海隔開。色薩利地區的主要港口沃洛斯即位於帕加西蒂科斯湾北端。